# Pargny-les-Bois
Pargny-les-Bois település Franciaországban, Aisne megyében. Lakosainak száma 140 fő (2022. január 1.). Pargny-les-Bois Bois-lès-Pargny, Chevresis-Monceau, Crécy-sur-Serre, La Ferté-Chevresis és Montigny-sur-Crécy községekkel határos.

## Népesség
A település népességének változása:
| Lakosok száma | 153  | 139  | 153  | 135  | 129  | 126  | 131  | 135  | 136  | 140  |
|               | 1968 | 1982 | 1990 | 2006 | 2013 | 2015 | 2017 | 2019 | 2020 | 2022 |